# فهقة (جنس)
أرنبي الرأس (الاسم العلمي Lagocephalus)، جنس أسماك بحرية من فصيلة الفهقيات. أنواعها عديدة معظمها من أسماك بحار البلاد الحارة. تتميز بغرابة أجسامها المنتفخة التي تبدو كانها خالية من الرأس.